# 가상 도스 머신
가상 도스 머신(Virtual DOS Machine: VDM)은 16비트/32비트 도스 및 16비트 윈도우 프로그램을 인텔 80386 이상을 포함한 다른 운영체제에서 동작하도록 도와주는 소프트웨어이다. 마이크로소프트의 윈도우 등에서 구현되고 있는 IA-32의 가상 86모드를 이용하여 제공되는, MS-DOS의 시스템 호출이 작동하며 몇 가지 주변기기 또한 가상으로 구현된 가상 머신의 아키텍처를 말한다. 그러나, "가상 도스 머신"이라고 하여 반드시 도스용 프로그램만을 다루는 것이 아니다.

## 상세
인텔 80386 프로세서의 가상 8086 방식에 의존하며 리얼 모드 8086 소프트웨어가 일반 운영 체제의 환경에서 하드웨어 접근을 동반한 모든 기능이 돌아갈 수 있도록 허용한다. 운영 체제는 에뮬레이션을 수행하면서 도스 소프트웨어를 실행할 수 있다. 가상 도스 머신은 일반적으로 16 비트 및 32 비트 보호 모드 소프트웨어, 곧 DPMI 인터페이스를 따르는 도스 확장자(DOS4GW, DOS32A, 또는 PMODE/W)를 지원한다. 컴퓨터에서 더 오래된 많은 DOS 프로그램들을 만족스럽게 돌리지는 못한다. 윈도우 XP가 사운드 블라스터와 같은 멀티미디어 장치들에 대해 가상 구현을 제공하지만, VDM의 에뮬레이션은 가장 기본적인 주변기기를 위해서만 제공되는 것뿐이다. 지원되는 주변기기의 가상 구현은 완전하지 못하다. 윈도우 NT 계열의 윈도우 버전들은 도스 프로그램이 화면에 기록하고자 할 때 실제 화면을 1초에 몇 번만 업데이트한다. 또 더 높은 해상도의 그래픽 모드는 가상으로 구현해 내지 않는다. 소프트웨어가 가상 구현을 거치지 않고 그대로 실행되기 때문에 모든 타이밍은 끝없이 되풀이되기만 한다. 응답에 많은 시간을 기다려야 하기 때문에, 게임이 너무 빨라지거나 소프트웨어가 "가상 구현되는 하드웨어 기기들"을 감지해 내지 못할 수도 있다. 이러한 문제들에 대한 해결책은 보통 도스박스와 같은 완전한 CPU 에뮬레이터를 사용하는 것이다. 이러한 에뮬레이터는 호환성은 높은 편이지만 호스트 운영 체제와 달리 완전 통합을 이루지는 못하며 속도가 상대적으로 느릴 수 있다.

## 역사
윈도우/386 2.1에 처음 선을 보여 현재는 모든 32비트 버전의 윈도우에 존재한다. 윈도우 NT 계열에서는 그러나 DOS와 윈도우 3.x용 프로그램들을 실행하게만 도와줄 뿐이지 윈도우 API와의 통합에는 전혀 관여하지 않는다. 윈도우 NT계열에서 단일 DOS를 다루는 프로세스는 ntvdm.exe이다. OS/2의 2.0 이후에서도 쓰였다. 윈도우 XP 프로페셔널 x64 에디션 (x86-64) , 윈도우 XP 64비트 에디션 (IA-64), 윈도우 서버 2003 (x64), 그리고 윈도우 비스타 (x64)와 같은 64비트 CPU를 지원하는 최근의 NT 계열의 운영 체제들은 더 이상 NTVDM을 포함하고 있지 않으며 MS-DOS용 또는 16비트 윈도우용 응용 프로그램들을 실행할 수 없다. 32비트 윈도우 NT 계열의 NTVDM은 보통 전체 화면을 지원하는 데 반해, 32비트 계열의 윈도우 비스타부터는 전체 화면을 허용하지 않고 있다. 그러므로 전체 화면으로 동작해야 하는 옛 프로그램들은 윈도우 비스타에 구동할 수 없게 되었다. 16비트 윈도우용 응용 프로그램들은 WOWEXEC를 통해 구현되며 이 때에도 ntvdm.exe를 사용한다.
와인 또한 VDM을 포함하고 있으며, Win16과 도스 응용 프로그램들을 실행하는데 이용된다. 와인의 VDM은 32비트, 64비트 운영 체제와 호환된다. 그러나 롱 모드의 이용으로 말미암아 16비트 응용 프로그램들은 64비트 리눅스 커널에서 실행되지 않는다.

## 같이 보기
- 와인 (소프트웨어)
- 도스박스
- DOSEMU
- 윈도우 구성 요소 목록
- 하이퍼바이저
- 윈도우 온 윈도우
- 가상 머신